# Palacio de la Unidad Africana
El Palacio de la Unidad Africana (en inglés: Palace of African Unity) se encuentra en la ciudad de Acra, capital del país africano de Ghana. Fue construido en 1965 por orden del entonces presidente Nkrumah (quien bautizó el edificio como State House o "Casa estatal") para organizar una cumbre de jefes de Estado africanos por 4 días en 1966. Tuvo un costo de  20 millones de dólares.
Se trata de un edificio de 12 plantas. En 2 edificios separados, contiene entre otros una sala de reuniones y una sala de recepción.